# Eudulophasia heterochroa
Eudulophasia heterochroa är en fjärilsart som beskrevs av Felder 1874. Eudulophasia heterochroa ingår i släktet Eudulophasia och familjen mätare. Inga underarter finns listade i Catalogue of Life.